# Robin Elizabeth Miller
Robin Elizabeth Miller   (Subiaco, 7 de desembre de 1940 - 7 de desembre de 1975), coneguda com a "The Sugarbird Lady", va ser una infermera i aviadora australiana. El malnom de "The Sugarbird Lady" li van donar els nens aborígens per la feina que va fer combatent la poliomelitis. Va morir de càncer als 35 anys.

## Biografia
La seva mare era l'escriptora Dame Mary Durack, i el seu pare era aviador, el Capità Horrie Miller.
Després d'obtenir una llicència de pilot privat i una llicència de vol comercial mentre estudiava infermeria, va contactar amb el Departament australià Occidental de Salut per demanar permís per volar a Austràlia Occidental del nord a fi de dur a terme un programa de vaccinació. Li van concedir el permís, va demanar diners per comprar un avió Cessna 182 Skylane i va emprendre el seu primer vol el 22 de maig de 1967. Viatjant a comunitats remotes, tractava nens amb el vaccí d'Albert Sabin, posant-la en terrossos de sucre. Més endavant va volar amb el Servei de Mèdic Aeri Reial d'Austràlia (RFDS).
L'any 1973 es va casar amb en Harold Dicks, el director del Servei de Mèdic Aeri Reial d'Austràlia, i es va passar a dir Robin Miller Dicks. Aquell mateix any més tard, la van esponsoritzar, juntament amb la Rosemary de Pierres, per competir a la All Women's Transcontinental Air Race de 1973 als Estats Units, acabant la cursa al sisè lloc.
Després que morís de càncer el 1975, el seu marit va instaurar un fons de 50,000$, com a memorial de la seva dona, per ajudar les infermeres a aconseguir llicències de vol.
Se la recorda afectuosament a Perth, Austràlia Occidental; té un gran memorial a l'aeroport de Jandakot, té una sala de reunions amb el seu nom al Royal Perth Hospital, a més d'una carretera a l'aeroport de Perth, la Sugarbird Lady Road.

## Premis
- Diploma de Mèrit — Associazione Nazionale Infermieri, Itàlia (1969)
- Nancy Ocell (Walton) Atorga — el pilot de dona d'Austràlia de l'any (1970)
- Paul Tissandier Federació — de Diploma Aeronautique Internationale (pòstum)
- Brabazon L'associació de Pilots — de Dones de la copa de Gran Bretanya (pòstum)